# Третьяковский проезд
Третьяко́вский прое́зд — улица в Москве, расположенная в историческом районе Китай-город между Никольской улицей и Театральным проездом. Построен в 1870—1871 годах братьями-меценатами Третьяковыми. При этом в Китайгородской стене рядом с Птичьей башней были прорублены Третьяковские ворота, стилизованные под русскую старину. В настоящее время проезд занят бутиками. Это единственная в Москве торговая улица, построенная на частные средства.

## Происхождение названия

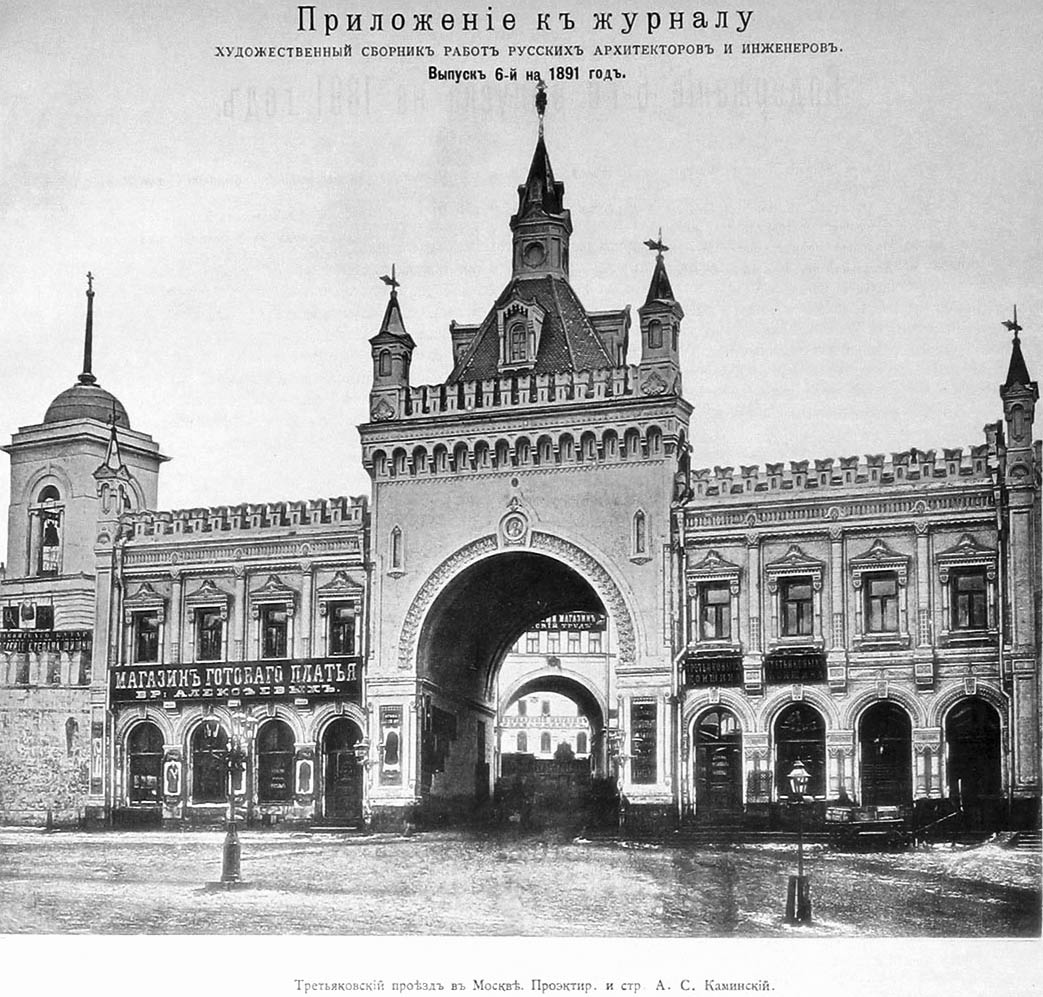
Арка Третьяковского проезда, 1891 год

Проложен по проекту архитектора Александра Каминского по инициативе и на средства купцов-меценатов братьев Павла Михайловича и Сергея Михайловича Третьяковых на месте ранее существовавшего проезда, застроенного в XVIII веке. Назван в 1871 году по фамилии меценатов.

## История
Начиная с середины 1870-х годов в корпусах Третьяковского проезда располагались частные магазины и филиалы крупных фирм. Некоторые из помещений занимали Московский купеческий банк и несколько известных московских нотариусов. В 1880-е годы на первом этаже корпуса со стороны Театрального проезда располагался магазин готового платья Трусова и Суровцова. В конце 1890-х годов в это помещение переехал магазин «Феникс», торговавший популярной среди московских аристократов мебелью в стиле модерн.
В Третьяковском проезде размещался также Торговый дом братьев Алексеевых, где демонстрировались новинки верхней одежды: костюмы, накидки, пелерины, дамские блузы, платья и сюртуки. Здесь же продавались духи и ароматические средства торговых домов «Брокар» и «Ралле».
Особое место в торговых рядах Третьяковского проезда занимал Торговый дом Вильяма Габю, в чьих магазинах на Никольской и в Третьяковском проезде продавались часы и ювелирные изделия.
Одно из помещений Третьяковского пассажа занимал чайный магазин, принадлежавший знаменитому московскому купцу Василию Гавриловичу Куликову. Основные склады чайной продукции находились на Ильинке, а магазин в Третьяковском проезде предлагал москвичам только высшие сорта цейлонского и китайского чая.

## Описание

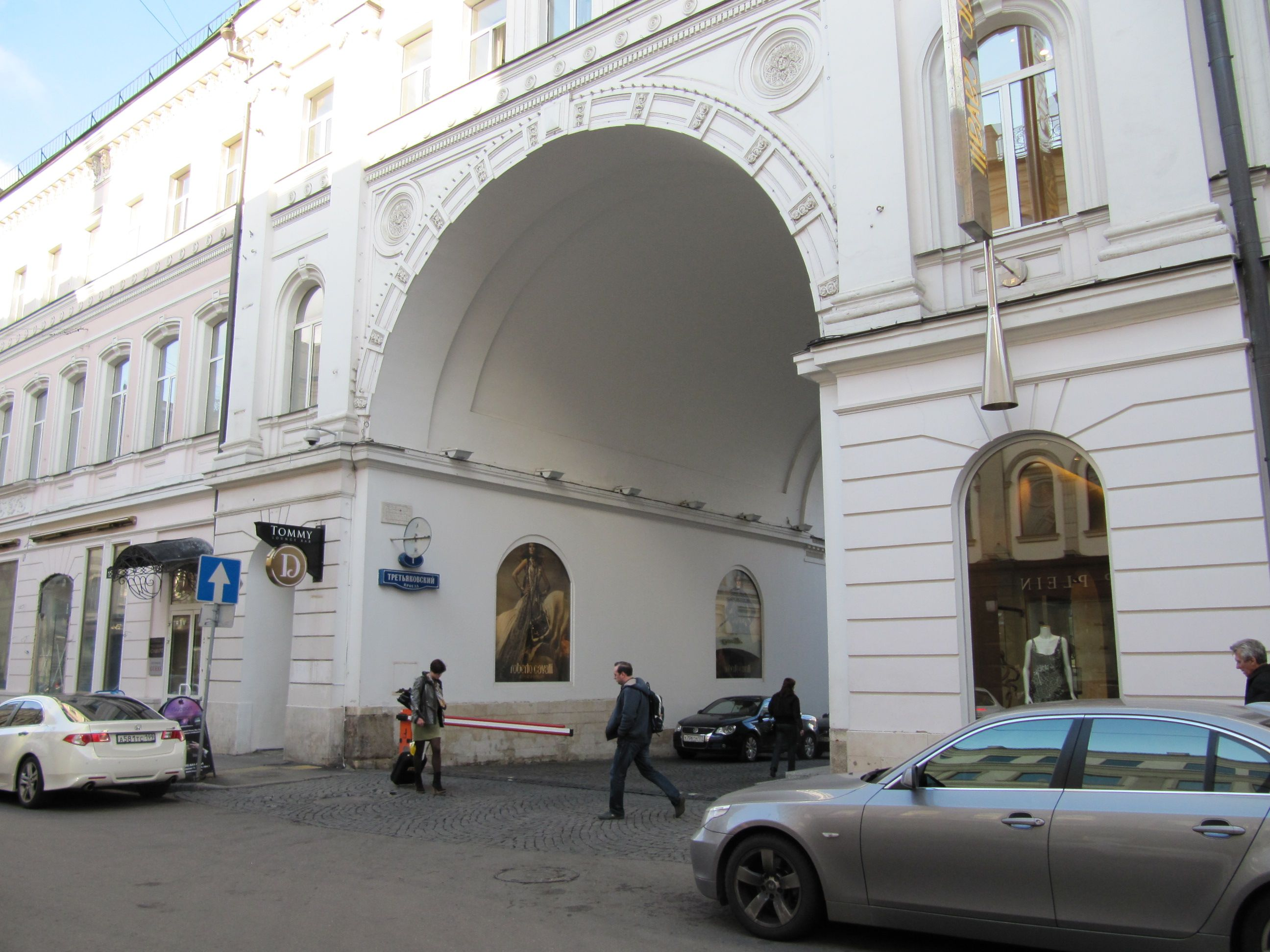
Вид на Третьяковский проезд с Никольской улицы, 2010 г.

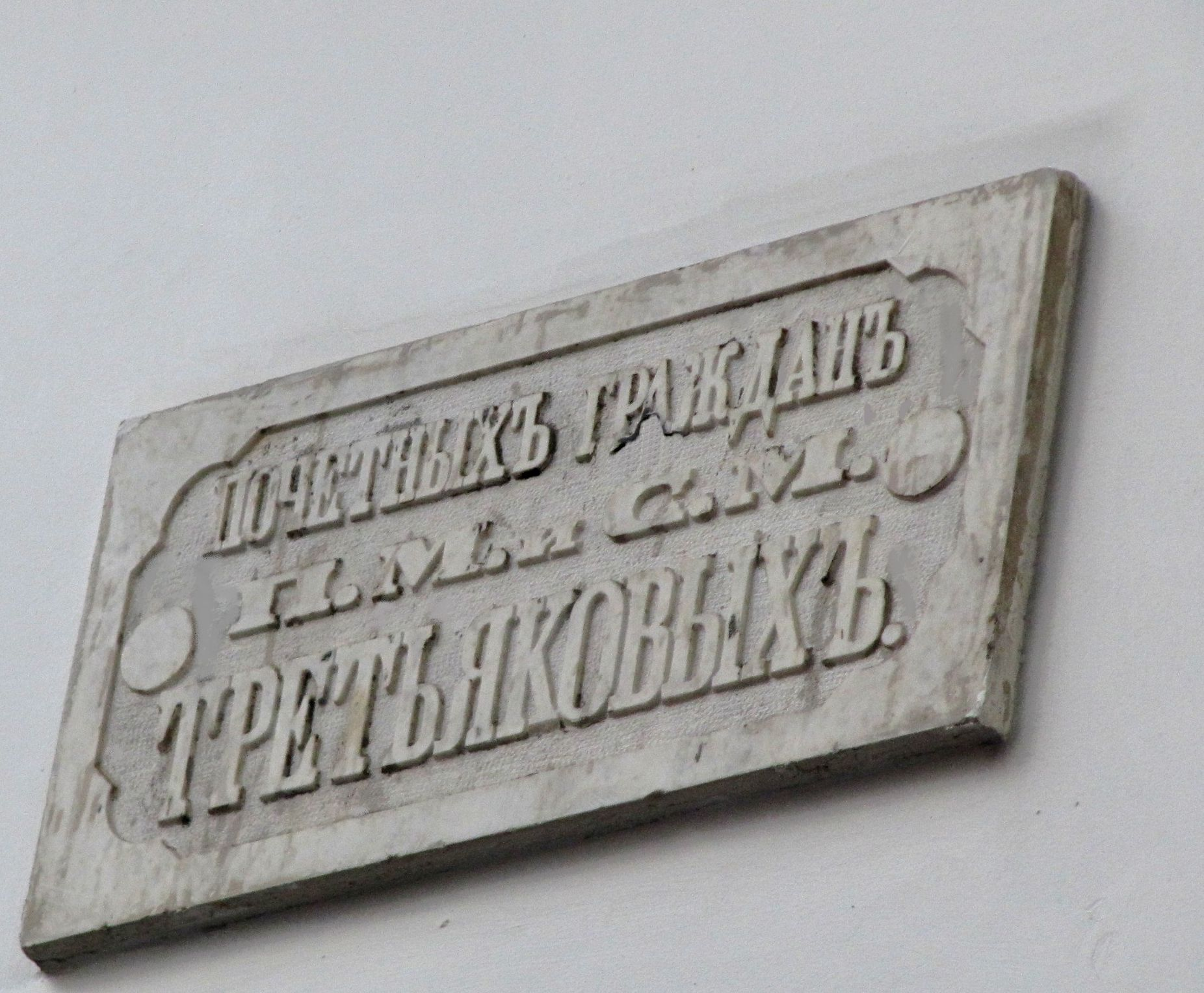
Памятный знак почётным гражданам Москвы братьям Павлу Михайловичу и Сергею Михайловичу Третьяковым (основателям Третьяковской галереи) в проезде их имени

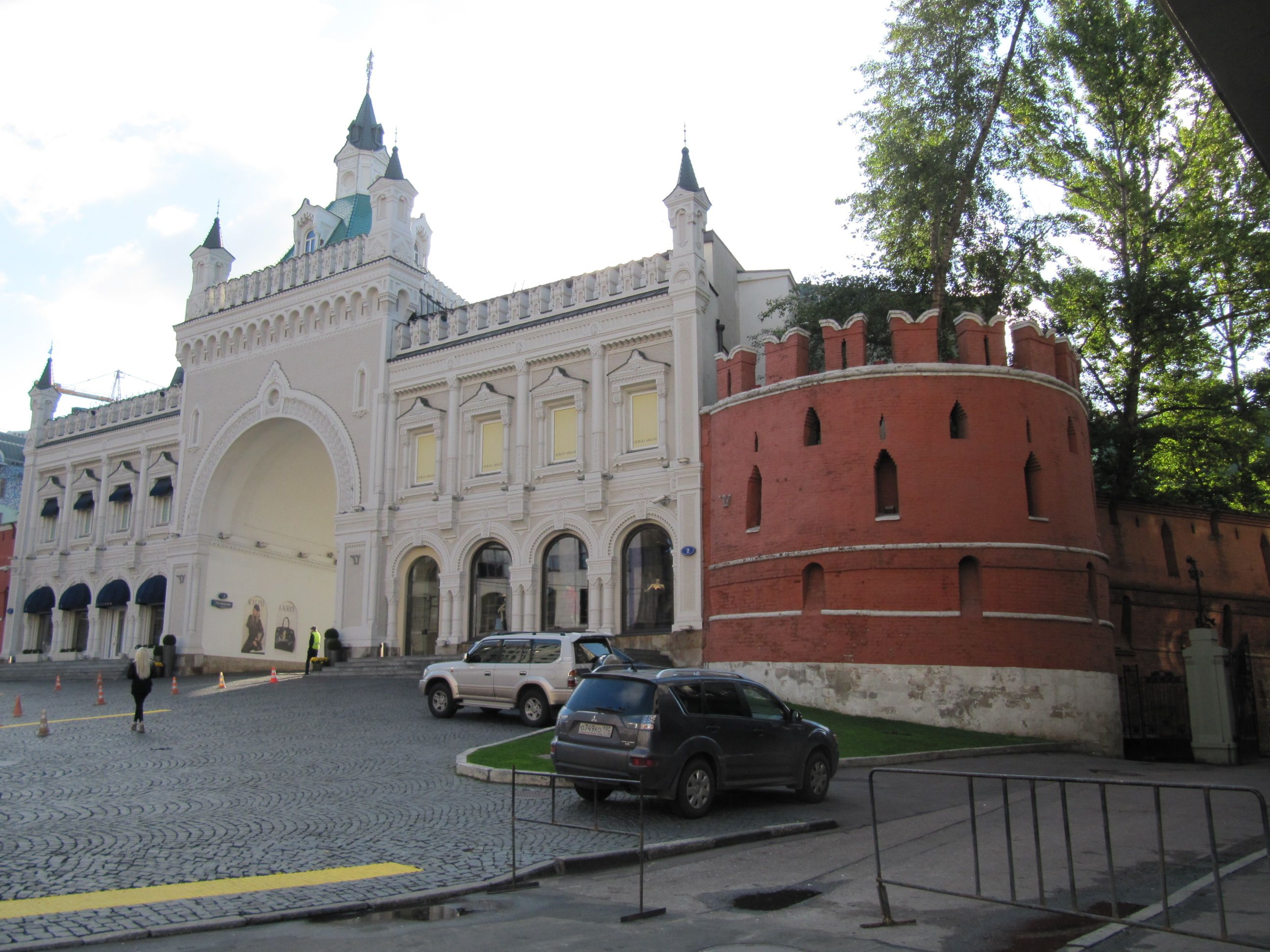
Фрагмент стены Китай-города в Москве и вход в Третьяковский проезд, 2010 г.

Третьяковский проезд соединяет Никольскую улицу с Театральным проездом. Начинается под аркой дома 4 по Театральному проезду, завершается аркой между домами 19 и 21 по Никольской улице. В советское время на угол проезда и Никольской был перенесён памятник Ивану Фёдорову.
В 1995 году заключён инвестиционный контракт на реконструкцию Третьяковского проезда. Работы велись с 1997 по 2000 год.
В начале 2000-х годов компания Mercury, крупнейший российский продавец товаров роскоши, начала арендовать площадь Третьяковского проезда с целью создать в центре города собственный «ареал роскоши» (до этого большая часть бутиков, принадлежащих Mercury, находилась в ТД «Москва» на Кутузовском проспекте). В 2001 году состоялось открытие первого магазина — Giorgio Armani, позже открылись бутики Kiton, Gucci и Ermenegildo Zegna; в 2002 году — Prada, Tod’s, Brioni, Yves Saint Laurent; в 2004 году — Roberto Cavalli и в 2007 году — Ralph Lauren и другие.

## Магазины и демонстрационные залы
Список брендов, представленных в Третьяковском проезде:
| - Bentley Motors Limited Moscow - Ferrari Moscow - Maserati Moscow - Ermenegildo Zegna - Bvlgari - Ralph Lauren - Chopard - Giorgio Armani - Armani/Casa - TOM FORD - Gucci - Dolce and Gabbana - Baccarat - Lanvin - Billionaire | - Kiton - Cristal room Baccarat - Lalique - Daum - Roberto Cavalli - Yves Saint Laurent - Brioni - Graff - Harry Winston - Bottega Veneta - Мультибрендовый ювелирный бутик Mercury - Frette |